# Горько-Солёное (озеро, Северо-Казахстанская область)
Горько-Солёное (Солёное) — горько-солёное озеро в Жамбылском районе Северо-Казахстанской области Казахстана. Находится в 5 км к северо-западу от села Сенжарка.
По данным топографической съёмки 1940-х годов, площадь поверхности озера составляет 6,53 км². Наибольшая длина озера — 3,4 км, наибольшая ширина — 2,5 км. Длина береговой линии составляет 10,9 км, развитие береговой линии — 1,19. Озеро расположено на высоте 136 м над уровнем моря.
По данным исследований второй половины 1950-х годов, площадь поверхности озера составляет 6,4 км². Наибольшая длина озера — 3,6 км, наибольшая ширина — 2,5 км. Длина береговой линии составляет 8,3 км.
Озеро входит в перечень рыбохозяйственных водоёмов местного значения.